# Inre Märkjärv
Inre Märkjärv är en sjö i Överkalix kommun i Norrbotten och ingår i Kalixälvens huvudavrinningsområde. Sjön har en area på 0,195 kvadratkilometer och ligger 126 meter över havet. Sjön avvattnas av vattendraget Märkbäcken.

## Delavrinningsområde
Inre Märkjärv ingår i det delavrinningsområde (740667-180818) som SMHI kallar för Mynnar i Kalixälvens vattendragsyta. Medelhöjden är 160 meter över havet och ytan är 29,28 kvadratkilometer. Det finns inga avrinningsområden uppströms utan avrinningsområdet är högsta punkten. Märkbäcken som avvattnar avrinningsområdet har biflödesordning 2, vilket innebär att vattnet flödar genom totalt 2 vattendrag innan det når havet efter 107 kilometer. Avrinningsområdet består mestadels av skog (63 procent) och sankmarker (28 procent). Avrinningsområdet har 0,49 kvadratkilometer vattenytor vilket ger det en sjöprocent på 1,7 procent.